# Birina
Birina je jezero istočno od Ploča. Južno od jezera prolazi cesta D413, a sjeverno cesta D8. Povezano je s Crnom r. s južne strane dvama kanalima. Na južnom dijelu u jezero se usijeca poluotok koji je skoro sa sviju strana okružen jezerom, a s glavnim kopnom vezan je prevlakom, pa se jezero na jugu račva u dva kraka. Sa zapadne strane nalaze se stambeni objekti. Po najdužoj dijagonali sjeveroistok - jugozapad jezero je dugo 772 metra, a na istočnom kraku sjever - jug 630 metara. U najširem dijelu, što je kod središnjeg dijela, jezero je široko 314 metara.
S obzirom na to da je zapremnine veće od 100.000 m³, po Odluci Vlade Republike Hrvatske o popisu voda I. reda svrstava se u prirodna jezera.
Jezero Birina dio je planiranog rješenja odvođenja viška vode iz Vrgoračkog polja. Prema studiji Građevinskog fakulteta u Splitu napravljenoj po narudžbi Hrvatskih voda, tunelom Vrgorac 2 odvodile bi se vode iz donjeg, jugoistočnog dijela Vrgorskog polja prema Birini.